# Balthazar Eymar
Balthazar d'Eymar, né le 6 février 1681 à Forcalquier et mort le 5 juin 1750 à Marseille, est un théologien français.

## Biographie
Entré fort jeune à l’Oratoire de Marseille, Eymar y resta l’espace de seize ans, occupé d’études philosophiques et plus encore de la connaissance des maitres dans l’éloquence sacrée. En 1711, il retourna dans sa famille, sans avoir encore été promu au sacerdoce : mais après un court intervalle, l’abbé de Coriolis d’Espinouze, théologal de l’Église de Marseille, ayant résigné en sa faveur le bénéfice dont il jouissait, il reçut la prêtrise et vint se fixer à son poste. Il s’y voua avec toute sorte d’aptitude à la prédication à laquelle l’appelaient ses fonctions de théologal.
Entré à l’Académie de Marseille, il parut très empressé de coopérer à ses travaux. Il prononça plusieurs discours écrits dans un style pur et avec un fond de pensées enrichi de nobles sentiments qui révélèrent ses talents oratoires. Il réussit dans les oraisons funèbres : celles de M. de Matignon, abbé de Saint-Victor, du Maréchal de Villars et de Lebret, intendant de la Province, lui valurent les suffrages des hommes les plus compétents.
Ses talents oratoires n’étaient pas les seuls dons qui distinguaient l’abbé Eymar dans les rangs du clergé de Marseille. Mgr de Belsunce eut l’occasion de connaitre sa science théologique, sa prudence et son activité dans les affaires ; il lui donna des lettres de grand vicaire et le mit à la tête de l’officialité diocésaine. C’est par ses mains que ce prélat offrit successivement à l’Académie les trois volumes de son ouvrage : l’Antiquité de l’Église de Marseille, etc. L’abbé Eymar en lut de nombreux passages dans les assemblées.
Le successeur de Mgr de Belsunce, Mgr de Belloy conserva à l’abbé Eymar toutes ses dignités diocésaines, toujours laborieux, malgré son âge et l’épuisement de sa santé.